# Mimenicodes obliquatus
Mimenicodes obliquatus är en skalbaggsart som beskrevs av Stefan von Breuning 1942. Mimenicodes obliquatus ingår i släktet Mimenicodes och familjen långhorningar. Inga underarter finns listade i Catalogue of Life.